# Поддубье (Волховский район)
Подду́бье — деревня в Хваловском сельском поселении Волховского района Ленинградской области.

## История
Деревня Подубье упоминается на карте Санкт-Петербургской губернии Ф. Ф. Шуберта 1834 года.

ПОДДУБЬЕ — деревня принадлежит Казённому ведомству, число жителей по ревизии: 9 м. п., 7 ж. п.

Близ оной: Кусецкого погоста деревянная церковь во имя Рождества Пресвятой Богородицы. (1838 год)

Деревня Поддубье отмечена также на карте Ф. Ф. Шуберта 1844 года.

ПОДДУБЬЕ — деревня Ведомства государственного имущества, по просёлочной дороге, число дворов — 2, число душ — 9 м. п. (1856 год)

ПОДДУБЬЕ — деревня казённая при колодце, число дворов — 3, число жителей: 9 м. п., 9 ж. п. (1862 год)

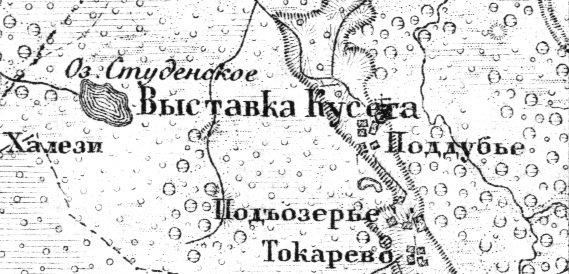
Деревня Поддубье на карте 1872 года

Согласно епархиальным сведениям 1899 года, расположенная в деревне Поддубье (бывшее село Кусяги) Спасо-Преображенская церковь (ранее Николаевская, Николаевского Сясьского погоста), являлась центром православного прихода, в который входили 13 окрестных деревень.
В конце XIX — начале XX века деревня административно относилась к Хваловской волости 2-го стана Новоладожского уезда Санкт-Петербургской губернии.
По данным «Памятной книжки Санкт-Петербургской губернии» за 1905 год деревня называлась Поддубы и входила в Ранское сельское общество.
Согласно военно-топографической карте Петроградской и Новгородской губерний издания 1915 года деревня называлась Поддубье.
Согласно карте Ленинградской области Северо-западного аэрогеодезического треста ГГУ издания 1932 года деревня насчитывала 7 крестьянских дворов, в деревне находилась церковь.
По данным 1933 года деревня Поддубье входила в состав Урицкого сельсовета Волховского района.
По данным 1966, 1973 и 1990 годов деревня Поддубье входила в состав Хваловского сельсовета.
В 1997 году в деревне Поддубье Хваловской волости проживали 2 человека, в 2002 году — 4 человека (все русские).
В 2007 году в деревне Поддубье Хваловского СП — 4 человека.

## География
Деревня расположена в юго-восточной части района на автодороге Дудачкино — Погорелец-Хваловский.
Расстояние до административного центра поселения — 14 км.
Расстояние до ближайшей железнодорожной станции Колчаново — 33 км.
Деревня находится на правом берегу реки Кусеги, близ болота Ригошник.

## Демография
| 1838 | 1862 | 1997 | 2007 | 2010 | 2017 |
| ---- | ---- | ---- | ---- | ---- | ---- |
| 16   | ↗18  | ↘2   | ↗4   | ↘3   | ↘2   |

### Национальный состав
Согласно данным Всероссийской переписи населения 2021 года в деревне проживали 2 человека, все русские.

## Достопримечательности
- Деревянная церковь Спаса Преображения сооружена в 1895—1897 годах на месте разобранной в 1880-х годах церкви XVI века. Храм не действует с 1936 года, кончательно закрыт в 1940 году[22].